# Carlos Renato Frederico
Carlos Renato Frederico (n. 21 februarie 1957, Morungaba, São Paulo, Brazilia) este un fost fotbalist brazilian.
Între 1979 și 1987, Renato a jucat 22 de meciuri și a marcat 3 goluri pentru echipa națională a Braziliei. Renato a jucat pentru naționala Braziliei la Campionatul Mondial din 1982.

## Statistici
| Brazilia | Brazilia | Brazilia |
| An       | Meciuri  | Goluri   |
| -------- | -------- | -------- |
| 1979     | 1        | 0        |
| 1980     | 6        | 0        |
| 1981     | 3        | 0        |
| 1982     | 2        | 1        |
| 1983     | 8        | 1        |
| 1984     | 0        | 0        |
| 1985     | 0        | 0        |
| 1986     | 0        | 0        |
| 1987     | 2        | 1        |
| Total    | 22       | 3        |